# Battling Bunyan
Battling Bunyan er en amerikansk stumfilm fra 1924 af Paul Hurst.

## Medvirkende
- Wesley Barry som Battling Bunyan
- Frank Campeau som Jim Canby
- Molly Malone som Molly Costigan
- Landers Stevens som Pierson
- Al Kaufman
- John Ralesco som Johnny Prentiss
- Jackie Fields som Sailor Levinsky
- Chester Conklin
- Pat Kemp som Rudy
- Harry Mann